# Історія Почаївського монастиря

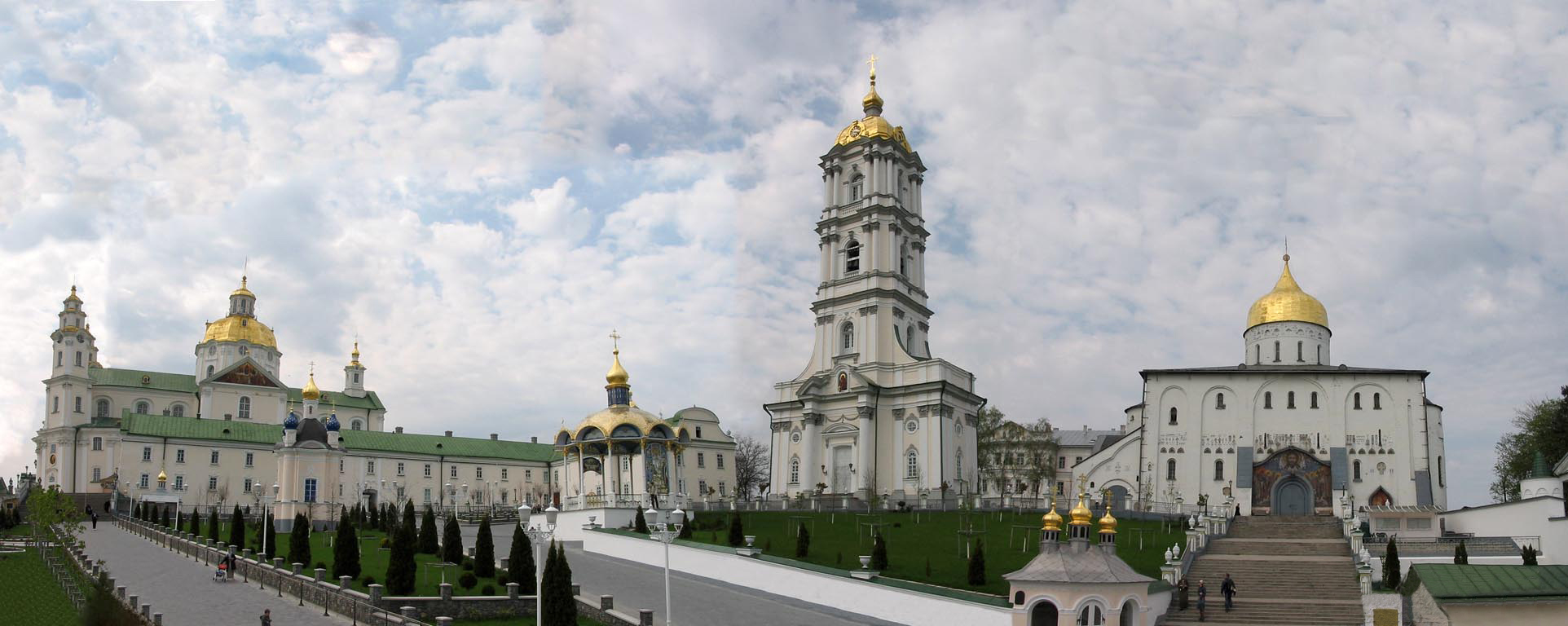
Почаївська лавра в наш час

Історія Почаївської лаври — історія Почаївської лаври (православного чоловічого монастиря, що належить до Української Православної Церкви ) від заснування до сьогодення.